# Смртна пресуда (филм)
Смртна пресуда (енгл. Death Warrant) је амерички акциони трилер филм из 1990. у режији Дерана Сарафијана. Сценарио је написао Дејвид С. Гојер. У филму глуме Жан-Клод Ван Дам, Синтија Гиб и Патрик Килпатрик.

## Радња
Детектив Луис Берк, припадник Краљевске канадске коњичке полиције из Квебека, у потери је за манијаком који му је убио партнера на дужности: загонетним психопатским серијским убицом Кристијаном Нејлором, званим "Успављивач". Оглушивши се о полицијску процедуру, Берк насамо претражи једну напуштену кућу у Лос Анђелесу, где затекне низ лешева који висе са таванице, да би га потом напао Успављивач. Берк успева да упуца Успављивача неколико пута у прса, да би га затим ухапсио.
Шеснаест месеци касније Берк се придружи полицијском одреду који је саставио гувернер Калифорније да би истражио низ убистава у Државном затвору Харисон (укључујући и убиство заменика управника), што постаје скандал који му угрожава реизбор. Док се Берк издаје за затвореника, адвокатица Аманда Бекет издаје се за његову жену.
Берк ступи на тајни задатак и под кринком осуђеника за "оружану пљачку" довезен је у Државни затвор Харисон, где се спријатељи са својим цимером Конефкеом и рецепционаром Хокинсом. Упркос томе што је Берк спасао Хокинса сукоба са мексичком бандом, ни он ни Конефке нису вољни да разговарају о недавним убиствима. Берк, посредством Бекет, сазна идентитет последње жртве, Алвина Барета, за којег затвореницима устврди да му је био пријатељ, а Хокинс га упути да се за детаље распита код доживотног затвореника познатог као "Свештеник". Конефке га одведе до Свештеникове самице у подруму (коју је овај претворио у куплерај трансродних мушкараца), а Свештеник га упути на Мајерсона, Баретовог бившег цимера, који је такође у самици, али који ради ноћну смену у затворској амбуланти. Берк се напослетку обрати Мајерсону, али он одбије било какав разговор на ту тему. Када му Берк припрети, Мајерсон му, преплашен, шапатом саопшти да је чувар пустио убицу у њихову ћелију. Берк потом замоли Свештеника да му дотури кључ од собе са досијеима, а он му изађе у сусрет.
У соби са досијеима Берк нађе Баретову умрлицу прекривену шифрама. Он дотури шифре Бекет и повеже је са тинејџерским хакером Дагласом Тисдејлом, који открије да шифре потичу из амбуланте. Уз помоћ Свештеника и Хокинса Берк провали у амбуланту и нађе неколико кутија означених као "медицински отпад". Берк отвори једну и, на своје запрепашћење, у њој затекне људско срце намењено трансплантацији.
Касније у затвор стигне нови затвореник, а Берк се ужасне кад види да је у питању његов стари знанац Успављивач, кога остали затвореници бурно поздраве. Пре него што подвргне Берка бруталној тортури, Успављивач открије осталим затвореницима да је Берк полицајац.
У међувремену Бекет и Тисдејл успевају да дешифрују фајл који су пронашли у затворском компјутеру, а који садржи листу затвореничких идентификационих бројева и њихових крвних група. Ниједан од убијених затвореника са листе нема кривична дела повезана са дрогом и сви су углавном младе новопридошлице, а робијали су само једном (због лакших преступа) и сви су убијени шиљком за пробијање леда у потиљак (мали мозак). Сви идентификациони бројеви са листе поклапају се са онима убијених затвореника. Берк је идентификује као "листу за одстрел", а Бекет му саопшти да је његов број следећи на листи.
Бекет, потом, присуствује приватној забави коју је приредио њен послодавац Том Воглер, државни тужилац Калифорније. Бекет верује да је Воглеров сарадник Бен Кин одговоран за убиства и спрема се да своју теорију саопшти Воглеру. Међутим, таман када она почне своје излагање, прими позив на пејџер од Тисдејла, који јој, након што га она позове телефоном, саопшти да је човек који стоји иза убистава, у ствари, Воглер.
Воглер јој тада, уз уперен пиштољ, открије како је његовој супрузи Хелен била неопходна хитна трансплантација јетре, али да сав његов новац није био довољан да је "прогура", јер је листа чекања била предуга, те да је стога убиство затвореника било једини начин да се дође до органа. Након трансплантације посао је настављен ради профита. Он, такође, открије да је лично средио премештај Успављивача, јер остали затвореници нису успели да среде Берка. Када Хелен неочекивано уђе у собу, Бекет побегне уз речи: "Реци јој како си убијао због ње!"
У затвору Берк побегне из своје ћелије, а Успављивач отвори остале ћелије да би направио општи метеж. Свештеник и Хокинс помогну Берку да избегне чуваре; Хокинс је рањен, али га спасе Свештеник, али Свештеника потом убије Успављивач. Сцена кулминира у коначном обрачуну између Берка и Успављивача у котларници, уз затворенике који посматрају са ограде. У почетку Успављивач издоминира Берка, али када Успављивач отвори врата котла, пожелевши му "добродошлицу у пакао", Берк начини преокрет, а Успављивач од једног Берковог кикбоксерског ударца ногом заврши у пламену котла.
Неколико секунди касније Успављивач искочи из котла, тешко опечен, и угаси пламен на одећи ваљајући се по поду, али га Берк још једним кикбоксерским ударцем тресне о главни вентил, ком приликом му ручка вентила прободе главу. Међутим, упркос овој смртоносној повреди, Успављивач још увек није мртав. Прилепљен уз вентил, Успављивач настави да зачикује Берка: "Не можеш ме убити, Берк. Ја сам Успављивач."
Берк одговори тако што руком још јаче набије Успављивачеву главу на ручку вентила, коначно га убивши. Затвореници хитро пусте Берка да изађе из затвора, где се изнова нађе са Хокисном и Бекет.